# Alexander Frenz

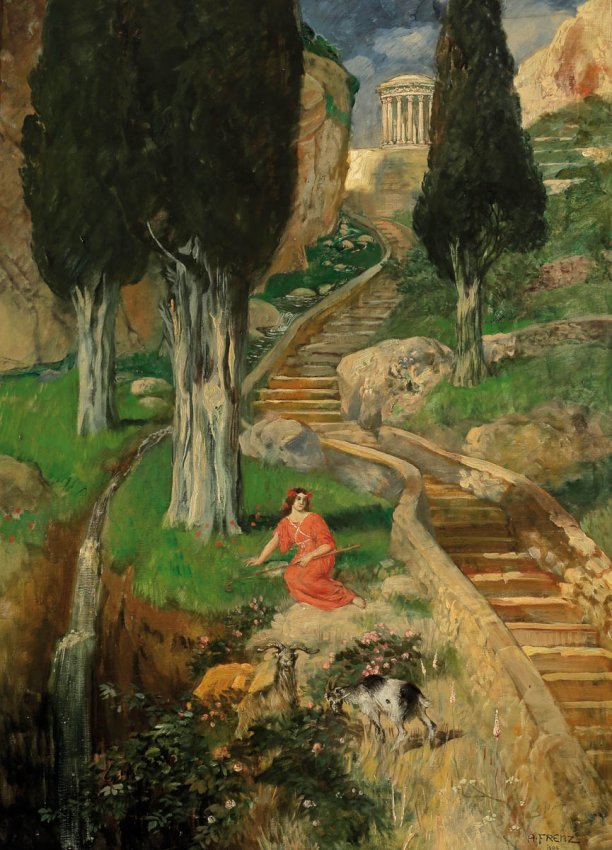
Arkadische Landschaft mit Tempel und Ziegenhirtin

Alexander Frenz (* 13. Oktober 1861 in Rheydt; † 14. April 1941 in Düsseldorf-Kaiserswerth) war ein deutscher Maler des Symbolismus und der Moderne.

## Leben und Wirken
Nach seiner Schulzeit in Rheydt studierte Frenz ab 1879 an der Kunstakademie Düsseldorf mit den Schwerpunkten Landschaftsmalerei, Illustrationen und Radierungen, wodurch Einflüsse der Düsseldorfer Malerschule auf ihn wirkten. An der Akademie zählte er bald zu den besten Schülern seines Jahrganges. Nach seinem Studium wechselte Frenz für ein Jahr als Privatschüler zu Franz von Lenbach nach München, kehrte aber anschließend wieder nach Düsseldorf zurück. Es sollten seine schaffensreichsten Jahre werden, in denen unter anderem seine Illustrationen zu Biographien und Tondichtungen anderer Künstler entstanden, etwa von Houston Stewart Chamberlain, Engelbert Humperdinck, Eufemia von Adlersfeld-Ballestrem. In dieser Zeit unternahm er mehrere Studienreisen, unter anderem nach Capri, Rom und Neapel, wodurch er von klassischen Vorbildern zu Werken mit antiken Themen inspiriert wurde. Nach diesen Reisen entstanden die Gemälde Das goldene Zeitalter,  Das Sirenenlied, Der Jüngling am Scheidewege, Die Nacht, Geburt der Venus, Krönung des Siegers, Letztes Paradies (1899) und andere.
Im Jahr 1902 folgte Frenz einem Ruf an die RWTH Aachen, wo er als Nachfolger des verstorbenen Franz Reiff zum Ordinarius für Figuren- und Landschaftszeichnen sowie für Aquarellmalerei an der TH Aachen übernommen wurde. Seine Arbeitsgebiete waren hierbei Wasserfarbenbilder und Zeichnungen dekorativen Inhalts, Lithographien, Radierungen und Illustrationen. Doch bereits 1909, frustriert von den Zwängen eines geregelten Hochschulablaufs mit festgelegtem Stoffplan sowie einer aus seiner Sicht provinziellen Stadt, schied er freiwillig aus dem Hochschulbetrieb aus und wurde durch August von Brandis abgelöst. Danach war er wieder überwiegend in Düsseldorf tätig, aber auch eine Zeit lang als Maler und Graphiker in Bonn. Frenz wechselte nun mit seinen Motiven immer mehr zu mythologischen Phantasiedarstellungen sowie zu großen Wandbildern. Dabei entstanden beispielsweise in Essen große Wandbilder für Privathäuser sowie im Auftrag des Justizministeriums große allegorische Wandgemälde im Essener Schwurgerichtssaal. Außerdem war er für Privathäuser in Elberfeld und für das Elberfelder Theater tätig.
In der Zeit des Nationalsozialismus wurde es still um Alexander Frenz, und auch die Quellen geben keine klaren Erkenntnisse über dessen Aufenthalt und Wirken. Frenz war mit der Schwester des Malers Arthur Kampf aus Aachen verheiratet, mit der er den Sohn Hermann (1880–1955) hatte, der ebenfalls Maler, Illustrator und Karikaturenzeichner war. Hermann Frenz lebte und arbeitete überwiegend in Berlin.
1887 heiratete Frenz Lydia Spatz, die Schwester des Malers Willy Spatz und der Mathilde Spatz (1869–1950), der Gattin des Arthur Kampf.
Die Historikerin und Autorin Barbara Frenz ist eine Urenkelin von Alexander Frenz.
Alexander Frenz war, so wie auch Willy Spatz, Arthur und Eugen Kampf, Mitglied des „St. Lukas-Club“ und des Künstlervereins Malkasten, wo er zu Veranstaltungen mit Illustrationen beitrug.
Frenz, von Hause aus ein hochtalentierter Künstler mit ihm nachgesagter rheinischer Heiterkeit, strebte in der Kunst niemals den Realismus an, wie ihn beispielsweise sein Schwager oder auch sein früherer Münchener Lehrer Lenbach verkörperte, sondern fühlte sich eher von schwebend-unwirklichen Darstellungen aus dem Reich der Fabel und allegorisch-symbolistischer Gestaltungen eines Franz von Stuck inspiriert, was ihn über Düsseldorf hinaus bekanntgemacht hatte und ihm den Ruf eines „rheinischen Franz von Stuck“ einbrachte. Eine unerschöpfliche Phantasie bewies Frenz dabei in seinen zahlreichen Radierungen, großen Steinzeichnungen, Aquarellen, Diplomen und allen diesen halbillustrativen Arbeiten, wie sie die moderne Kunst und das gesteigerte Bedürfnis nach zeichnerischem und malerischem Schmuck forderte.

## Werke (Auswahl)
- Der Frühling küsst die Erde, Öl auf Leinwand, 1894, 1911 aus dem Vermächtnis des Franz Schoenfeld, im Museum Kunstpalast, Düsseldorf
- Illustration zu Chamberlains: Richard Wagner, Tusche auf Karton, 1895, im Nationalarchiv der Richard-Wagner-Stiftung Bayreuth
- Engelbert Humperdinck: Junge Lieder. No. 6, mit symbolischen Zeichnungen von Alexander Frenz, veröffentlicht im „Trifolium“ 1898
- Eufemia von Adlersfeld-Ballestrem: Kaiserin Augusta – Ein Lebensbild. Mit Porträts, geschichtlichen Illustrationen und Zeichnungen von Alexander Frenz. Erste Ausgabe. Berlin, Grotesche Verlagsbuchhandlung, 1902. 318 S
- Enthauptung Johannes des Täufers, Öl auf Leinwand, 1904, Reiff-Museum Aachen
- Die Begegnung Dantes mit Beatrice, 1911, Clemens-Sels-Museum